# SAN FRANCISCO (筋肉少女帯のアルバム)
『SAN FRANCISCO』（サンフランシスコ）は、筋肉少女帯のベストアルバム。

## 概要
筋肉少女帯のマーキュリー在籍時代の曲を中心に、新録、新曲を加えたベストアルバム。

## 収録曲
1. SAN FRANCISCO (Be Sure to Wear Flowers in Your Hair)
新曲。スコット・マッケンジーのカバー曲。
2. サンフランシスコ
新録。
3. タチムカウ〜狂い咲く人間の証明
4. 221B戦記 (シングル・ヴァージョン)
5. 冬の風鈴〜序文
6. 小さな恋のメロディ (シングル・ヴァージョン)
7. サーチライト
8. 旅の友
9. カーネーション・リインカネーション (リミックス・ヴァージョン)
10. PARASITE
キッスのカバー曲。アルバム「地獄の賞賛 KISS トリビュート・イン・ジャパン」からの収録。
11. 僕の歌を総て君にやる
12. 人間のバラード
新曲。早川義夫がピアノとコーラスで参加。
13. サンフランシスコ10イヤーズ・アフター
新曲。
14. SAN FRANCISCO (エピローグ)